# Live On (série télévisée)

Live On (hangeul : 라이브 온; RR : Raibeu-on) est une série télévisée sud-coréenne écrite par Bang Yoo-jung et réalisée par Kim Sang-woo.
La série se concentre sur une lycéenne qui rejoint le club radio de son école afin d'attraper la personne essayant de révéler son secret. Elle a été diffusée sur la chaîne JTBC du 17 novembre 2020 au 12 janvier 2021.

## Synopsis
Baek Oh Rang (Jun Da Bin) est la fille la plus populaire du lycée. Tout le monde veut être son ami et tous les garçons veulent conquérir son cœur. 
Bien qu'elle soit réputée distante, c'est une star des réseaux sociaux. Toute l'école semble suivre chacune de ses publications avec attention. 
Mais lorsqu'une mystérieuse personne débarque en ligne, elle est prise au dépourvu. Tout semble changer pour elle. Cette personne semble connaître ses plus grands secrets et semble dotée de toutes sortes d'informations à son sujet qu'elle préférerait garder secrète pour toujours. 
En quête de réponse elle demande l'aide de Go Eun Taek (Hwang Min Hyun), le chef sensé et méticuleux du club d'audiovisuel.

## Distribution
- Jung Da-bin : Baek Ho-rang
- Hwang Min-hyun : Ko Eun-taek
- Noh Jong-hyun : Do Woo-jae
- Yang Hye-ji : Ji So-hyun
- Yeonwoo : Kang Jae-yi
- Choi Byung-chan : Kim Yoo-shin